# Tityus ocelote
Espèce
Tityus ocelote est une espèce de scorpions de la famille des Buthidae.

## Distribution
Cette espèce est endémique du Costa Rica.

## Publication originale
- Francke & Stockwell, 1987 : « Scorpions (Arachnida) from Costa Rica. » Texas Tech University Museum Special Publications, no 25, p. 1-64 (texte intégral).